# Fauner consulting
fauner consulting ist eine österreichische Internet-Comedyserie, die von Georg Weissgram geschrieben und gedreht wurde. Sie ist seit 22. November 2011 kostenlos im Netz verfügbar. Die Serie handelt von Franz Fauner, der ohne Geld und ohne entsprechende Ausbildung Lebensberater werden will. Die zehnteilige erste Staffel wurde ausschließlich für das Internet konzipiert, mit dem Hintergedanken, eine zweite Staffel für das Fernsehen zu drehen. Die Idee zur Serie kam Weissgram und Rubey im Frühjahr 2011, gedreht wurde zwischen August und November 2011. Abgesehen von wenigen Außenschauplätzen entstanden die Aufnahmen ausschließlich in einer Wiener Altbauwohnung. Jeden Dienstag wird eine Folge auf YouTube hochgeladen, im Café Rüdigerhof in Wien besteht zu dem Zeitpunkt die Möglichkeit, diese auf einem großen Monitor zu sehen. Als Vorbild zur Serie dienten die Serien von Ricky Gervais.
Nach wenigen Folgen erhielt die Serie gute Kritiken. Anna-Maria Wallner von der Tageszeitung Die Presse urteilte: „Gute Geschichten kann man nicht nur im Fernsehen erzählen – und viel Geld braucht man für intelligente Unterhaltung mit Humor auch nicht.“